# Holdașivka
Holdașivka (în ucraineană Голдашівка) este o comună în raionul Berșad, regiunea Vinnița, Ucraina, formată numai din satul de reședință.

## Demografie
Componența lingvistică a satului Holdașivka
     Ucraineană (99,41%)
     Alte limbi (0,59%)
Conform recensământului din 2001, majoritatea populației satului Holdașivka era vorbitoare de ucraineană (99,41%), existând în minoritate și vorbitori de alte limbi.